# ロデーズAF
ロデーズ・アヴェロン・フットボール（Rodez Aveyron Football, オック語: Rodés Avairon）は、フランス・オクシタニー地域圏ロデーズを本拠地とするサッカークラブチーム。2019-20シーズンからはリーグ・ドゥに所属する。
女子チームがあり、2021-22シーズンはフランス女子サッカーリーグのディヴィジオン・ドゥに所属している。

## 歴史
1929年、Stade Ruthénoisとして創設。当初はアヴェロン県のクラブと親善試合を行う程度の規模であった。第二次世界大戦終戦後の1947年、エティエンヌ・バスティード（Étienne Bastide）会長の下でクラブは地域の名誉選手権から全国アマチュア選手権に昇格し、アヴェロン地方のサッカーの中心地としての地位を確立した。さらに、1957-58シーズンにはフランス杯で初のベスト16進出を果たすも、50年代終わりにクラブの大きく成長させたバスティードが会長の座を退いた。
バスティードが退くとクラブは低迷期に入り、60年から78年まではCFA（4部）と6部リーグに相当する地域リーグを行き来した。低迷期を脱すると、クラブは82年に4部昇格、84年に3部リーグ昇格と立て続けにディビジョンを上げ、1987-88シーズンにクラブは初のディビジョン・ドゥ（2部）に昇格した。
1991年6月、FCメス、FCソショーなどの1部リーグのクラブを破ってクープ・ドゥ・フランス準決勝に進出。準決勝はオリンピック・マルセイユに1-4で敗れたものの、ベスト4で大会を終えた。しかし、その2年後にクラブは破産宣告したため現在の名前へと変更すると同時に、女子チームを創設した。破産に伴い、クラブは4部リーグにまで降格。その後も深刻な財政難もあり、10年以上3部から5部リーグの間の昇降格を繰り返した。
2008-09シーズン、フランス杯ラウンド・オブ・16で前回大会で決勝に進出したパリ・サンジェルマンに延長戦の末に勝利（3-1）して準々決勝進出を果たした。
2010-11シーズンにもCFA降格を経験し、2015-16シーズンにはシーズンを通して不調に陥るも、降格から6年目となった2016-17シーズンにCFA優勝を果たしてナシオナル（3部）に復帰。
2019年4月、クラブ創設90年目の節目の年に26年ぶりにリーグ・ドゥへの昇格を決めた。翌月、ホームで迎えたJAドランシーを1-0で破ってクラブ初のフランス全国選手権優勝を達成した。
2022-23シーズンは降格圏を彷徨い、2022年11月に長年指揮していたローラン・ペイルラードに代えて現役時代は主にマルセイユでプレーしたディディエ・サンティーニを招聘した。
2023-24シーズンはリーグ戦4位になり、昇降格プレーオフ出場権をかけたトーナメントに挑むも、トーナメント決勝でASサンテティエンヌに敗れてプレーオフの出場権は得られなかった。

## タイトル

### 国内タイトル
- フランス全国選手権：1回
  - 2018-19
- フランス全国選手権2：1回
  - 2016-17

### 国際タイトル
- なし

## 過去の成績
| シーズン | リーグ戦            | リーグ戦 | リーグ戦 | リーグ戦 | リーグ戦 | リーグ戦 | リーグ戦 | リーグ戦 | リーグ戦 | カップ戦     | リーグ杯  |
| シーズン | ディビジョン        | 試       | 勝       | 分       | 敗       | 得       | 失       | 点       | 順位     | カップ戦     | リーグ杯  |
| -------- | ------------------- | -------- | -------- | -------- | -------- | -------- | -------- | -------- | -------- | ------------ | --------- |
| 2007-08  | フランス全国選手権  | 38       | 14       | 6        | 18       | 42       | 49       | 48       | 14位     | 7回戦敗退    |           |
| 2008-09  | フランス全国選手権  | 38       | 13       | 7        | 18       | 40       | 39       | 46       | 15位     | 準々決勝敗退 |           |
| 2009-10  | フランス全国選手権  | 38       | 12       | 9        | 17       | 42       | 45       | 45       | 15位     | ベスト64     |           |
| 2010-11  | フランス全国選手権  | 40       | 11       | 7        | 22       | 41       | 63       | 40       | 18位     | 7回戦敗退    |           |
| 2011-12  | フランス全国選手権2 | 34       | 17       | 9        | 8        | 43       | 26       | 94       | 2位      | 6回戦敗退    |           |
| 2012-13  | フランス全国選手権2 | 34       | 14       | 6        | 14       | 38       | 50       | 82       | 8位      | 5回戦敗退    |           |
| 2013-14  | フランス全国選手権2 | 28       | 14       | 8        | 6        | 38       | 27       | 77       | 2位      | ベスト64     |           |
| 2014-15  | フランス全国選手権2 | 30       | 11       | 7        | 12       | 40       | 49       | 70       | 7位      | 5回戦敗退    |           |
| 2015-16  | フランス全国選手権2 | 28       | 8        | 7        | 13       | 25       | 27       | 59       | 14位     | 6回戦敗退    |           |
| 2016-17  | フランス全国選手権2 | 30       | 18       | 7        | 5        | 43       | 27       | 61       | 1位      | 8回戦敗退    |           |
| 2017-18  | フランス全国選手権  | 32       | 12       | 9        | 11       | 33       | 33       | 45       | 4位      | 8回戦敗退    |           |
| 2018-19  | フランス全国選手権  | 34       | 23       | 7        | 4        | 54       | 21       | 76       | 1位      | 8回戦敗退    |           |
| 2019-20  | リーグ・ドゥ        | 28       | 8        | 8        | 12       | 31       | 34       | 32       | 16位     | ベスト64     | 1回戦敗退 |
| 2020-21  | リーグ・ドゥ        | 38       | 8        | 19       | 11       | 34       | 49       | 43       | 15位     | ベスト64     | 大会廃止  |
| 2021-22  | リーグ・ドゥ        | 38       | 10       | 13       | 15       | 32       | 42       | 43       | 17位     | 8回戦敗退    | 大会廃止  |
| 2022-23  | リーグ・ドゥ        | 38       | 11       | 13       | 14       | 39       | 44       | 46       | 14位     | ベスト8      | 大会廃止  |
| 2023-24  | リーグ・ドゥ        | 38       | 16       | 12       | 10       | 62       | 51       | 60       | 4位      | ベスト32     | 大会廃止  |
| 2024-25  | リーグ・ドゥ        |          |          |          |          |          |          |          | 位       |              | 大会廃止  |

## 現所属メンバー
2022年8月30日現在
注：選手の国籍表記はFIFAの定めた代表資格ルールに基づく。
| No. | Pos. |                  | 選手名                           |
| --- | ---- | ---------------- | -------------------------------- |
| 1   | GK   | フランス         | セバスチャン・シボワ             |
| 2   | DF   | フランス         | エリク・ヴァンドナベール         |
| 4   | DF   | チュニジア       | アイメン・アブデヌール           |
| 5   | DF   | トーゴ           | ケヴィン・ボマ                   |
| 6   | MF   | フランス         | レミ・ボワシエ ()                |
| 7   | MF   | フランス         | ナシム・ワム                     |
| 8   | MF   | フランス         | ロレンゾ・ラジョ                 |
| 9   | FW   | 大韓民国         | 朴貞彬                           |
| 10  | FW   | グアドループ     | フロリアン・ダヴィ               |
| 11  | FW   | ギニアビサウ     | ジョゼフ・メンデス               |
| 12  | FW   | フランス         | キリアン・コレドール             |
| 13  | DF   | ジョージア (国)  | アミラン・サナイア               |
| 14  | MF   | フランス         | ブラッドレイ・ダンジェ           |
| 15  | DF   | フランス         | セルジュ＝フィリップ・ロー＝ヤオ |
| 16  | GK   | コンゴ民主共和国 | リオネル・ムパシ                 |

| No. | Pos. |            | 選手名                       |
| --- | ---- | ---------- | ---------------------------- |
| 17  | MF   | アンゴラ   | プラメディ・ブニ・ジョルジュ |
| 18  | MF   | フランス   | アントワーヌ・ヴァレリオ     |
| 19  | DF   | フランス   | リュカ・ブアデス             |
| 20  | DF   | フランス   | マルヴァン・スナヤ           |
| 21  | DF   | フランス   | ジョリ・シュグラニ           |
| 22  | DF   | フランス   | ロリス・ムヨコロ             |
| 23  | FW   | ロシア     | ニコロズ・クタテラーゼ       |
| 24  | FW   | フランス   | アンディ・ペンベレ           |
| 25  | FW   | フランス   | クレマン・デプレ             |
| 26  | MF   | カメルーン | ウィリティ・ユヌサ           |
| 27  | FW   | フランス   | アティム・ファル             |
| 28  | DF   | コモロ     | アキム・アブダラー           |
| 29  | DF   | フランス   | グレゴリ・コエリョ           |
| 30  | GK   | フランス   | トマ・セクシ                 |

## 歴代監督
- フレデリック・アンツ 1998-2001
- ルイ・パタカ 2011-2012
- ローラン・ペイルラード（英語版） 2015-2022
- Emmerick Darbelet （暫定）
- ディディエ・サンティーニ（英語版） 2022-

## 歴代所属選手
- 崔淳鎬 1992-1993